# 宇都宮彗星 (C/2002 F1)
宇都宮彗星（うつのみやすいせい、英語: Comet Utsunomiya、仮符号:C/2002 F1）は、2002年に出現した軌道が放物線軌道に近い楕円軌道の長周期彗星。

## 発見
2002年3月19日午前5時10分（JST）、熊本県のアマチュア天文家宇都宮章吾は、私設観測所で彗星捜索中、東の低空のペガスス座とこうま座の境界近くに、小さく少し線のように見える10等級の彗星状天体を発見した。フジノン15cm・25倍の大型双眼鏡を用いた眼視発見であった。発見位置を確認後、彗星は5分もしないうちに薄明の中に消えていったが、翌20日早朝に確認観測を行って1.2度移動した同彗星を捕らえ、新彗星として報告した。新彗星はすぐに各地で確認され、20日のうちに公表された。

### 発見時の話題
発見の直前、宇都宮は宇都宮・ジョーンズ彗星発見の功績により得たエドガー・ウィルソン賞の賞金でニュージーランド在住の同彗星の同時発見者であるジョーンズ(en:Albert F. A. L. Jones)の元を表敬訪問していた。その旅先でスナイダー・村上彗星の発見を知り、帰国した直後での新彗星発見となった。

## 出現
彗星はペガスス座、アンドロメダ座を横断し、発見1ヶ月後の4月下旬には太陽に0.44auまで接近し、4等級まで明るくなり1.5度の尾が伸びた。この頃、彗星はさんかく座近くで太陽の北側に回り北半球で観測できたが、低空に位置していた。同じ時期、3月に近日点を通過した池谷・張彗星も3等級で観測された。近日点通過後はおうし座、オリオン座を南下し、南半球で観測できたが急速に減光していった。